# Papilio epycides
Papilio epycides là một loài bướm thuộc họ Bướm phượng (Papilionidae). 
Loài Papilio epycides được mô tả năm 1864 bởi Hewitson. Loài bướm Papilio epycides sinh sống ở .

## Hình ảnh

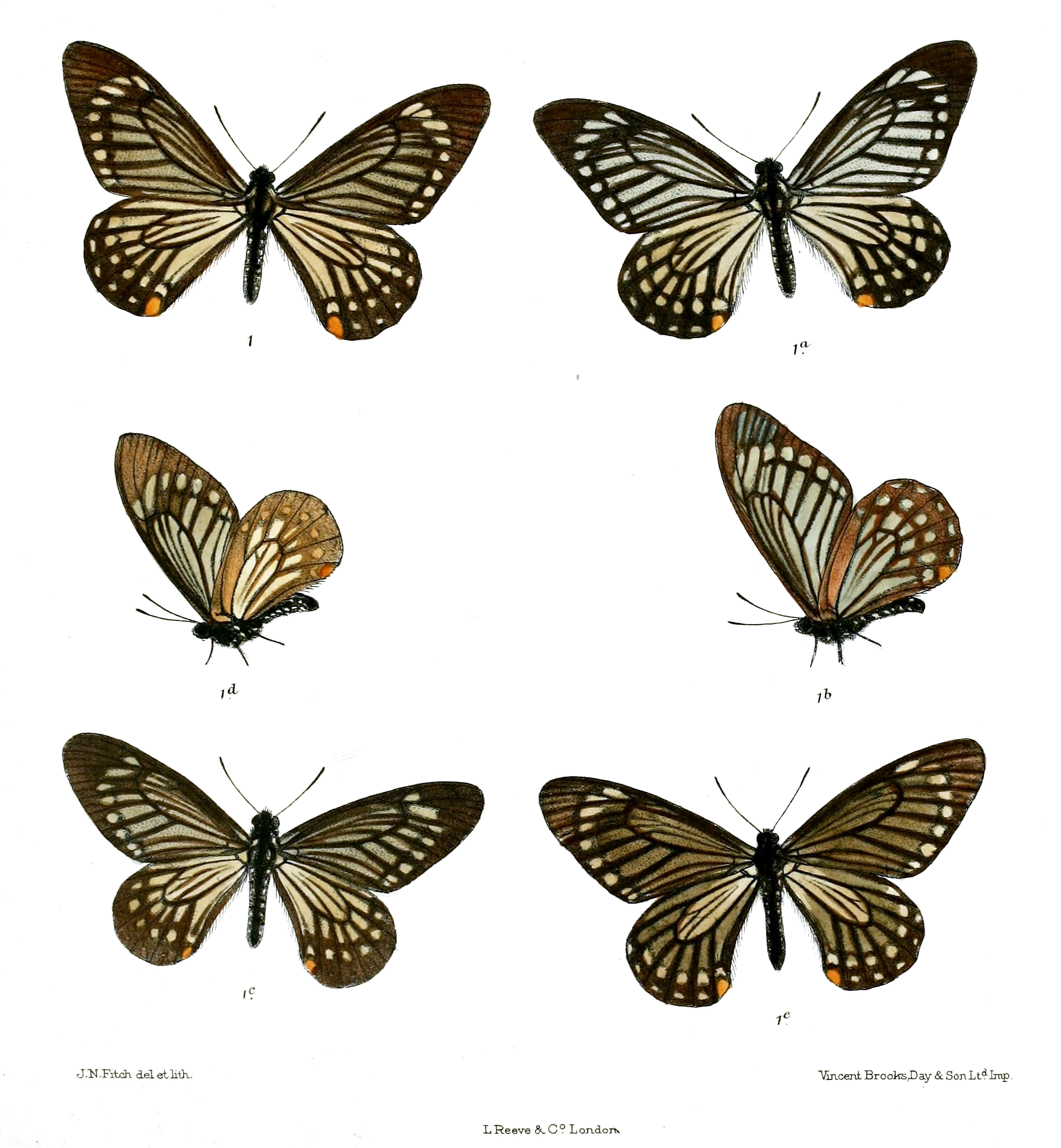
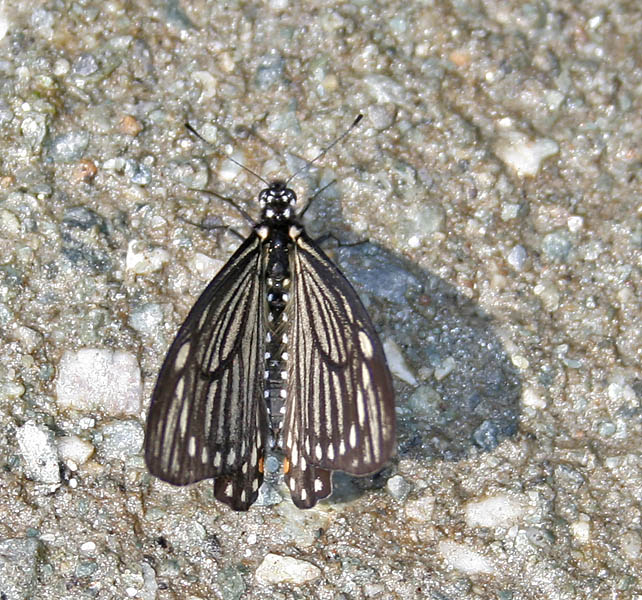
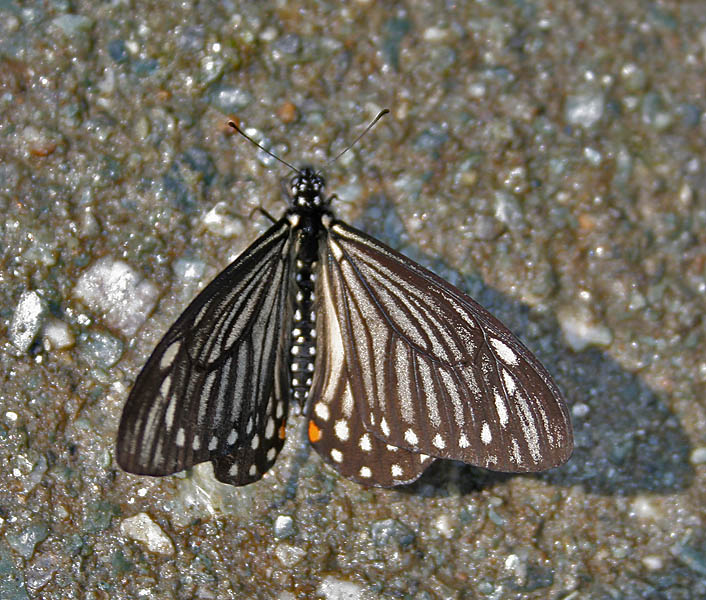
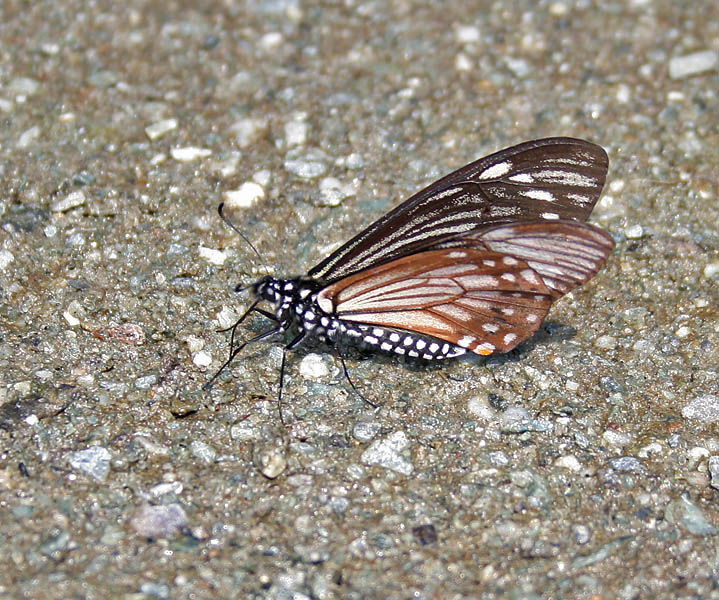
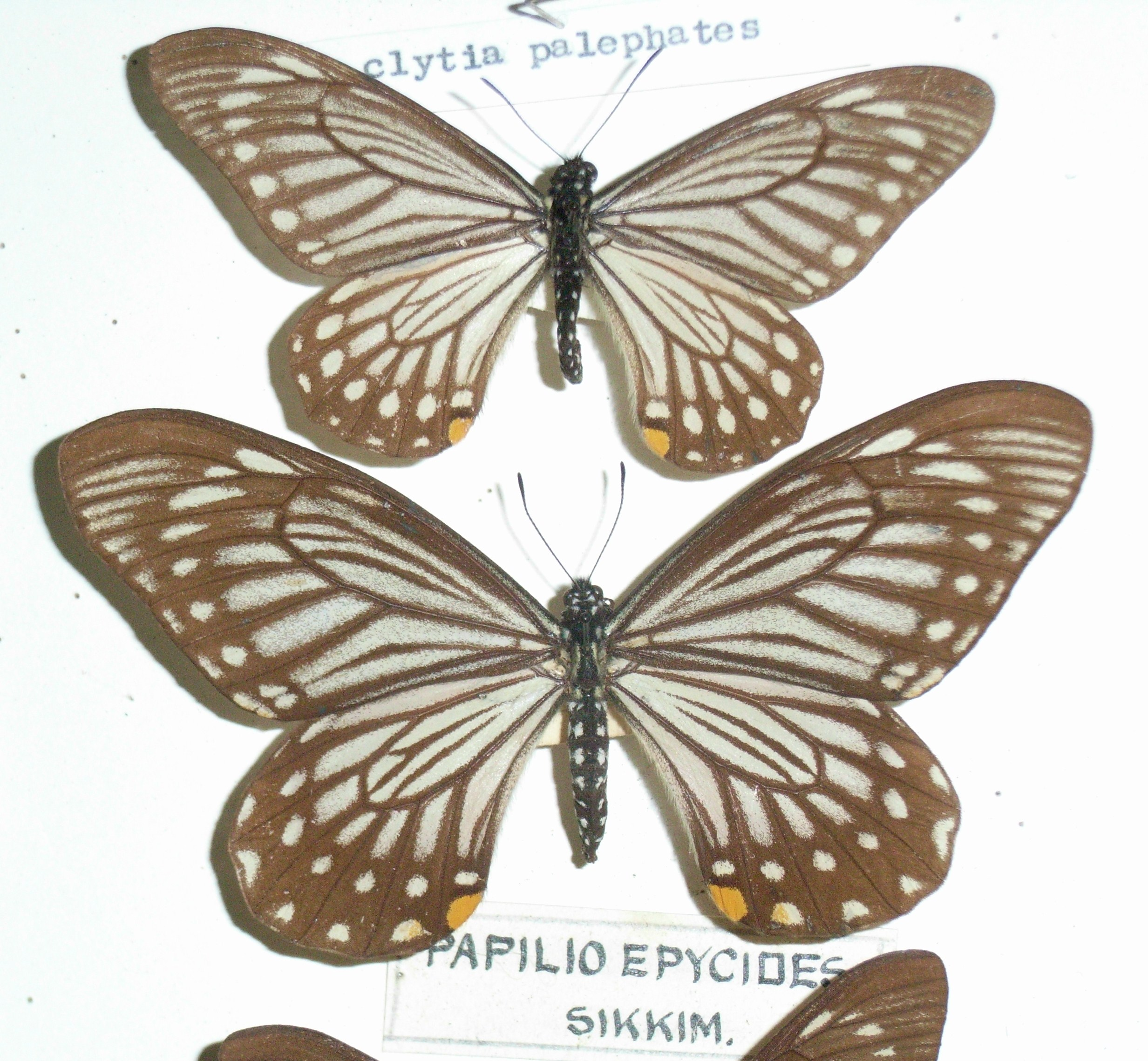